# Pusiola monotonia
Pusiola monotonia är en fjärilsart som beskrevs av Embrik Strand 1912. Pusiola monotonia ingår i släktet Pusiola och familjen björnspinnare. Inga underarter finns listade.